# Sanne Munk Jensen
Sanne Munk Jensen (født 14. august 1979 i Skagen) er en dansk forfatter og manuskriptforfatter.
Jensen blev student fra Frederikshavn Gymnasium i 1998 og har siden læst nordisk sprog og litteratur samt medievidenskab ved Aarhus Universitet. Hun skriver desuden manuskripter til kortfilm og arbejder som filmmanuskriptkonsulent. Både hendes debut, ungdomsromanen Nærmest hinanden og En dag skinner solen også på en hunds røv fra 2007 var meget anmelderroste. Sidstnævnte fik i 2008 Orla-prisen for bedste ungdomsbog og Gyldendals Børne- og Ungdomspris og var også nomineret til Læsernes Bogpris.